# Kati Outinen
Anna Katriina "Kati" Outinen (Helsinki, 17 augustus 1961) is een Fins actrice.

## Biografie
Kati Outinen werd in 1961 geboren in Helsinki. Als twaalfjarige werd ze ontdekt doordat ze op school al toneel speelde. Ze hield zich toen al bezig met het script, de thematiek, het licht, de muziek en de choreografie. Daarna volgde ze theaterstudies bij de controversiële Finse theaterdirecteur en docent Jouko Turkka. Diens methode van het trainen van acteurs door een extreme vorm van method acting werd door sommigen met hersenspoeling vergeleken, maar Outinen heeft altijd gezegd dat ze hield van zijn stijl van werken. 
Na haar opleiding speelde ze tien jaar bij het maatschappijkritische KOM-Theater in Helsinki. Vanaf 1980 speelde ze ook in films. In dat jaar brak ze door met haar rol als opstandige tiener in de jeugdfilm Täältä tullaan, elämä! (Hier zul je zijn, leven!) van Tapio Suominen. Naast een sterke binnenlandse reputatie, opgedaan via een zeer gevarieerde lijst van rollen in theater en televisiedrama's, brachten de films van regisseur Aki Kaurismäki haar internationale aandacht, vooral in Duitsland en Frankrijk. Haar eerste samenwerking met Kaurismäki was in Varjoja paratiisissa (Shadows in Paradise) in 1986. Op het Filmfestival van Cannes 2002 won Outinen de prijs voor beste actrice voor haar rol in de film Mies vailla menneisyyttä (The Man Without a Past) van Aki Kaurismäki.
Outinen speelde in Fins- en Zweedstalige televisieproducties als Erapostiapu, Christmas Calendar, Air Finland, Red Red Headquarters, Hurja Set en I Want It. Als stemacteur was ze te horen in de animatieserie Babar en in het videogame Wolfenstein II: The New Colossus van kunstenaar Ritva Tuomivaara. Ze was ook scriptschrijver voor de serie Secrets of Life. Ze maakte de theatermonoloog Niin kauas kuin omat siivet kantaa (Voor zover hun vleugels dragen) over geheugenverlies, die ze in 2016 in heel Finland heeft opgevoerd.
Outinen was van 2002 tot 2013 docent aan de theateracademie in Helsinki. Haar dochter Iida Hämeen-Anttila (1985) is dramaturg.

## Filmografie (selectie)
- 2019 - The Hole in the Ground
- 2017: Toivon tuolla puolen (The Other Side of Hope)
- 2016: True Crimes
- 2013: Mieletön elokuu (August Fools)
- 2011: Le Havre
- 2009 : Haarautuvan rakkauden talo (The House of Branching Love)
- 2006: Laitakaupungin valot (Lights in the Dusk)
- 2002: Mies vailla menneisyyttä (The Man Without a Past)
- 1999: Juha
- 1998: Zugvögel … Einmal nach Inari (Junalinnut)
- 1997: Sairaan kaunis maailma (Freekin‘ Beautiful World)
- 1996: Kauas pilvet karkaavat (Drifting Clouds)
- 1994: Pidä huivista kiinni, Tatjana (Take Care of Your Scarf, Tatyana)
- 1990: Tulitikkutehtaan tyttö (The Match Factory Girl)
- 1987: Hamlet liikemaailmassa (Hamlet Goes Business)
- 1986: Varjoja paratiisissa (Shadows in Paradise)

## Prijzen en nominaties
De belangrijkste:
| Jaar | Prijs                                   | Categorie                                     | Film                     | Uitslag     |
| ---- | --------------------------------------- | --------------------------------------------- | ------------------------ | ----------- |
| 2011 | Internationaal filmfestival van Locarno | Swiss Critics Boccalino Award (beste actrice) | Le Havre                 | Gewonnen    |
| 2003 | Jussi                                   | Beste actrice                                 | Mies vailla menneisyyttä | Gewonnen    |
| 2002 | Filmfestival van Cannes                 | Beste actrice                                 | Mies vailla menneisyyttä | Gewonnen    |
| 2000 | Jussi                                   | Beste actrice                                 | Juha                     | Genomineerd |
| 1997 | Jussi                                   | Beste actrice                                 | Kauas pilvet karkaavat   | Gewonnen    |
| 1991 | Jussi                                   | Beste actrice                                 | Tulitikkutehtaan tyttö   | Gewonnen    |